# Капитаны песка (фильм)
«Капита́ны песка́» (порт. Capitães da Areia) — режиссёрский дебют Сесилии Амаду (Cecília Amado) 2011 года по одноимённому роману классика бразильской литературы Жоржи Амаду (1937). Премьера картины внучки писателя состоялась 7 октября 2011 года.

## Название
На сайте Internet Movie Database фигурирует русское название кинофильма, заимствованное по титулу первой экранизации романа — «Генералы песчаных карьеров» (1971). Однако различные переводы романа на русский язык озаглавлены как «Капитаны песка». В тексте романа карьеры не упоминаются.

## Краткое содержание
В основу сценария положен известный роман Амаду. Действие кинокартины разворачивается в Салвадоре, столице штата Баия, в 1930-х годах. Группа беспризорных детей, которых в то время действительно называли «капитаны песка», ради пропитания идёт на воровство. Шайку возглавляют Педру Пуля и Профессор. Оба соперничают в любви к Доре, рано лишившейся родителей и заменившей сиротам компании мать. Дети взрослеют, мечтают о приключениях, открывают для себя тайны половых отношений, сталкиваются со смертью, стремятся к свободе.

## В ролях
- Жан Аморин (Jean Amorim) — Педру Пуля (Pedro Bala)
- Ана Грасиела (Ana Graciela) — Дора (Dora)
- Робериу Лима (Robério Lima) — Профессор (Professor)
- Израэл Гоувея (Israel Gouvêa) — Безногий (Sem Pernas)
- Паулу Абаде (Paulo Abade) — Кот (Gato)
- Маринью Гонсалвес (Marinho Gonçalves) — Любимец Бога (Querido de Deus)
- Ана Сесилия Коста (Ana Cecília Costa) — Далва (Dalva)
- Жусилене Сантана (Jussilene Santana) — Дона Эстер (Dona Esther)

## Оценки
Выход кинофильма был приурочен к 100-летию со дня рождения Жоржи Амаду. Съёмки начались в 2008 году и были закончены в 2009 году. Несмотря на определённое несовершенство (композиция кадра, длительность некоторых эпизодов, флешбэки, режиссура игры актёров), критики считают данную экранизацию удачной и весьма интересной по передаче духа и колорита Баии, а исполнение трёх главных ролей (Педру Пуля, Дора, Профессор) действительно впечатляет. Сесилия Амаду пыталась далеко не отходить от текста одноимённого романа деда. Некоторые авторы полагают, что если бы Жоржи Амаду был жив, он мог бы гордиться своей внучкой. Другие рецензенты считают, что честная попытка авторов кинофильма потерпела неудачу, поскольку их работа стала своего рода баиянской версией «Город Бога», клиповый монтаж
(montagens epilépticas) и оператор копируют почтовые открытки для туристов с изображениями капоэйры и кандомбле, приправленные местным жаргоном. Простое следование выбранным из книги эпизодам не способствует адекватному отражению богатого внутреннего мира персонажей.

## Награды
Фильм был удостоен 4 призов и попал в 15 номинаций
- 2012 — Карлиньос Браун удостоен приза «Лучший саундтрек», ACIE Awards, Бразилия
- 2012 — приз LABRFF «Лучший фильм», Los Angeles Brazilian Film Festival, США
- 2012 — Ана Сесилия Коста завоевала приз зрителей «Лучшая женская роль второго плана», Prêmio Contigo Cinema, Бразилия
- 2012 — приз зрителей «Лучший художественный фильм», SESC Film Festival, Бразилия[4]

## Рецензии
- Nascimento, Houldine. Capitães da Areia (порт.). A vida em 24 fps (29 октября 2011). Дата обращения: 27 января 2019.
- Barroso, Cecília. Capitães da Areia (порт.). Cenas de Cinema. Дата обращения: 27 января 2019.